# Фарминг
Фарминг (енгл. Pharming) је један од начина којим хакери покушавају да манипулишу корисницима на Интернету.

## Како ради
Док Пецање (Phishing) узима личне податке од корисника слањем имејл порука са захтевом да се унесу лични подаци, Фарминг преусмерава корисника на лажни веб сајт. Веб сајтови обично користе имена домена за своје адресе, док је њихова стварна локација одређена IP адресом. Кад корисник откуца име домена у свом Интернет претраживачу и притисне тастер Ентер, име домена се преводи у неку IP адресу преко DNS сервера. Интернет претраживач се тада повезује на сервер са том IP адресом и преузима податке са веб стране. Након што корисник посети жељени веб сајт, DNS улаз за тај сајт се често памти у корисниковом рачунару у DNS кешу. На тај начин, рачунар не мора да приступи DNS серверу сваки пут кад корисник жели да посети веб сајт. Један од начина да се јави Фарминг је преко електронске поште заражене вирусом који поремети корисников од таквих напада. То не значи да су они 100% имуни, јер хакери настављају да налазе начине да им приступе. локални DNS кеш. То се чини тако што се модификују DNS улази или хост фајлови. На пример уместо IP адресе 17.254.3.183 која води на то www.apple.com, она може бити промењена тако да указује на неки други веб сајт који је одредио хакер. Фарминг-и могу да заразе и неке DNS сервере, што значи да ће било који корисник који користи тај сервер бити преусмерен на погрешан веб сајт. Обично већина DNS сервера има мере заштите којима се штите.